# Lamar County (Mississippi)
Das Lamar County ist ein County im US-Bundesstaat Mississippi. Der Sitz der Verwaltung (County Seat) ist Purvis. Das U.S. Census Bureau hat bei der Volkszählung 2020 eine Einwohnerzahl von 64.222 ermittelt.

## Geographie
Das County liegt im Süden von Mississippi, ist im Südwesten etwa 10 km von Louisiana entfernt, im Süden etwa 90 km vom Golf von Mexiko und hat eine Fläche von 1296 Quadratkilometern, wovon neun Quadratkilometer Wasserfläche sind. Es grenzt an folgende Countys:
| Jefferson Davis County | Covington County   |                |
| Marion County          |                    | Forrest County |
|                        | Pearl River County |                |

## Geschichte

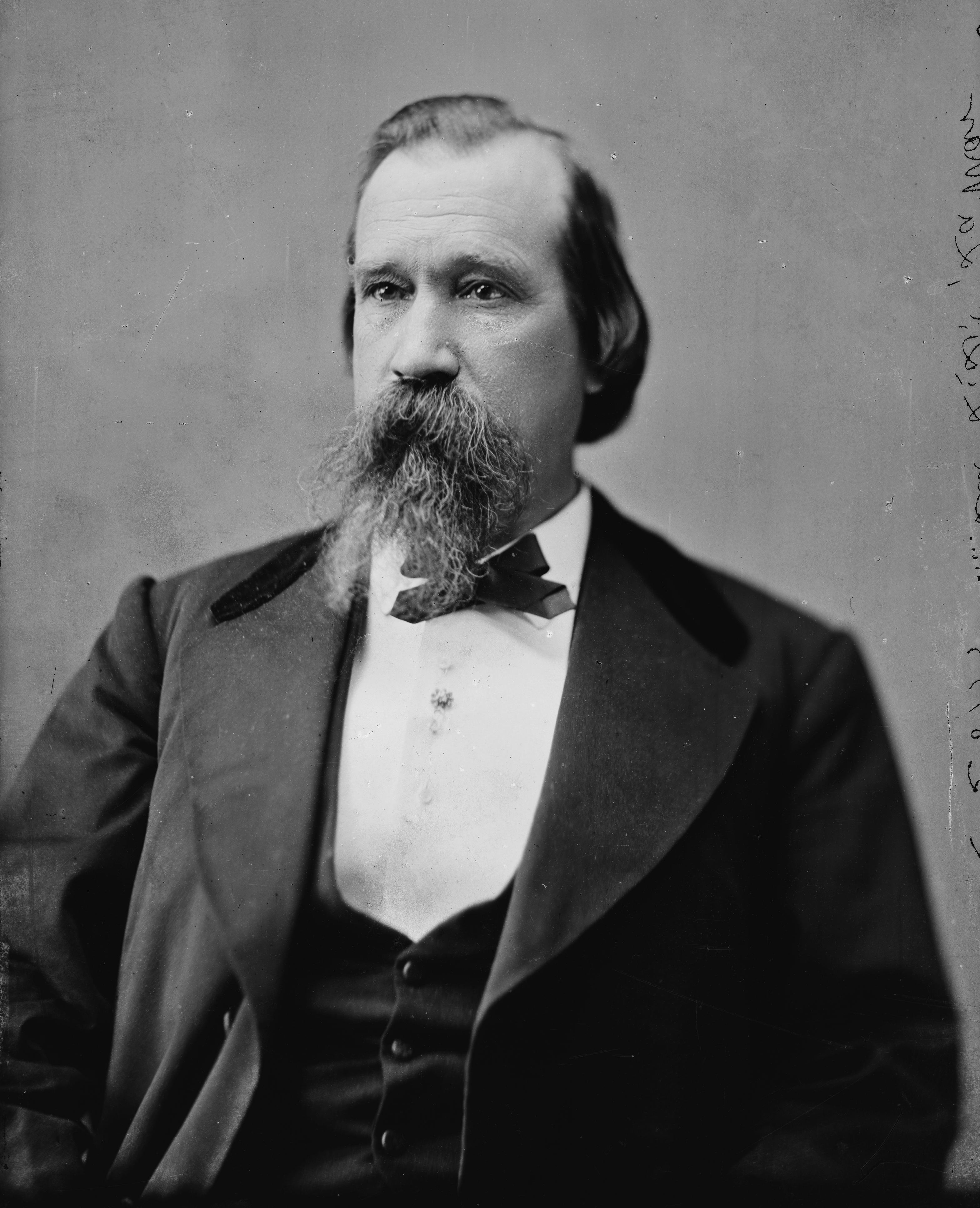
L. Q. C. Lamar

Das Lamar County wurde am 19. Februar 1904 aus Teilen des Marion County und des Pearl River County gebildet. Benannt wurde es nach Lucius Quintus Cincinnatus Lamar (1825–1893), einem Mitglied im Kongress der Vereinigten Staaten, Innenminister und Richter am Obersten Gerichtshof der Vereinigten Staaten.

Zwei Bauwerke im County sind im National Register of Historic Places eingetragen (Stand 2. Februar 2018).

## Politik
Lamar County ist historisch gesehen eine der konservativsten Grafschaften in Mississippi. In den letzten zehn Wahlen hat die Grafschaft mit 60 Prozent oder mehr der Stimmen für republikanische Präsidentschaftskandidaten gestimmt.

## Demografische Daten

Alterspyramide des Lamar Countys (Stand: 2000)

Nach der Volkszählung im Jahr 2000 lebten im Lamar County 39.070 Menschen in 14.396 Haushalten und 10.725 Familien. Die Bevölkerungsdichte betrug 30 Personen pro Quadratkilometer. Ethnisch betrachtet setzte sich die Bevölkerung zusammen aus 85,34 Prozent Weißen, 12,90 Prozent Afroamerikanern, 0,17 Prozent amerikanischen Ureinwohnern, 0,65 Prozent Asiaten, 0,01 Prozent Bewohnern aus dem pazifischen Inselraum und 0,30 Prozent aus anderen ethnischen Gruppen; 0,64 Prozent stammten von zwei oder mehr Ethnien ab. 1,09 Prozent der Bevölkerung waren spanischer oder lateinamerikanischer Abstammung, die verschiedenen der genannten Gruppen angehörten.
Von den 14.396 Haushalten hatten 38,4 Prozent Kinder unter 18 Jahren, die mit ihnen lebten. 59,6 Prozent waren verheiratete, zusammenlebende Paare, 11,5 Prozent waren allein erziehende Mütter und 25,5 Prozent waren keine Familien. 20,4 Prozent aller Haushalte waren Singlehaushalte und in 7,1 Prozent lebten Menschen im Alter von 65 Jahren oder darüber. Die durchschnittliche Haushaltsgröße lag bei 2,68 und die durchschnittliche Familiengröße bei 3,11 Personen.
28,0 Prozent der Bevölkerung war unter 18 Jahre alt, 10,9 Prozent zwischen 18 und 24, 30,4 Prozent zwischen 25 und 44, 21,0 Prozent zwischen 45 und 64 Jahre alt und 9,7 Prozent waren 65 Jahre oder älter. Das Durchschnittsalter betrug 33 Jahre. Auf 100 weibliche kamen statistisch 93,3 männliche Personen und auf 100 Frauen im Alter von 18 Jahren oder darüber kamen 90,1 Männer.

Das durchschnittliche Einkommen eines Haushaltes betrug 37.628 USD, das einer Familie 44.611 USD. Männer hatten ein durchschnittliches Einkommen von 32.791 USD, Frauen 22.260 USD. Das Prokopfeinkommen lag bei 18.849 USD. Etwa 9,7 Prozent der Familien und 13,3 Prozent der Bevölkerung lebten unterhalb der Armutsgrenze.

## Städte und Gemeinden
| - Baxterville - Hattiesburg1 - Lumberton2 - Oloh | - Purvis - Sumrall - West Hattiesburg |

1 – überwiegend im Forrest County

2 – teilweise im Pearl River County